# Taperakan
Taperakan – wieś w Armenii, w prowincji Ararat. W 2011 roku liczyła 3128 mieszkańców.